# Kari Vilonen

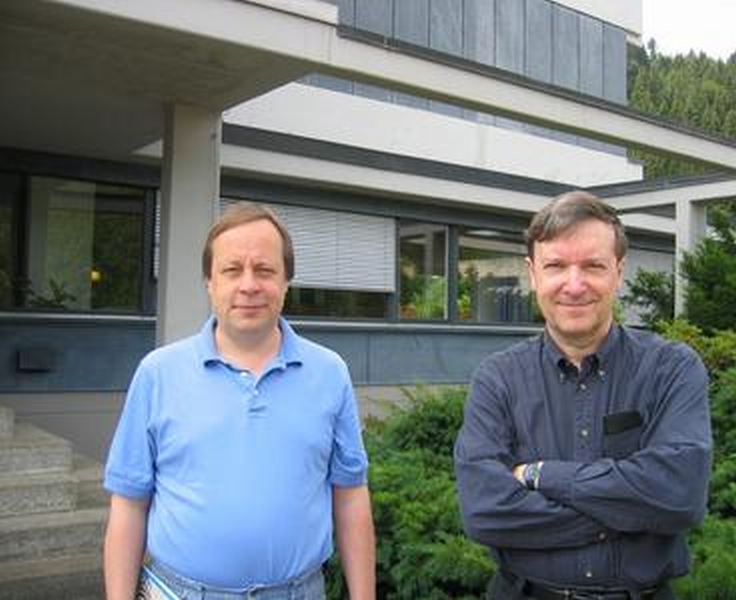
Vilonen (links) mit Wilfried Schmid 2006

Kari Kaleva Vilonen (* 1955) ist ein finnischer Mathematiker, der sich mit geometrischer Darstellungstheorie befasst.
Vilonen nahm als Schüler an der Internationalen Mathematik-Olympiade teil und erhielt 1973/74 die Bronzemedaille. Er wurde 1983 an der Brown University bei Robert MacPherson promoviert (The Intersection Homology D-module on Hypersurfaces with Isolated Singularities). Er war zwischen 2000 und 2017 Professor an der Northwestern University und ist seit 2015 an der Universität Melbourne.
Mit Dennis Gaitsgory und Edward Frenkel bewies er die geometrische Langlands-Vermutung für Kurven über endlichen Körpern.
1997 war er Guggenheim Fellow. 1998 war er Invited Speaker auf dem Internationalen Mathematikerkongress in Berlin (Topological methods in representation theory). 2004 wurde er Mitglied der Finnischen Akademie der Wissenschaften.

## Schriften
- mit Dennis Gaitsgory, Edward Frenkel On the geometric Langlands conjecture, J. American Math. Soc., Band 15, 2002, S. 367–417
- mit Wilfried Schmid Hodge theory and the unitary representations of reductive Lie groups, Frontiers in Mathematical Sciences, International Press, 2011, 397–420
- Geometric methods in representation theory, in J. Adams, D. Vogan (Hrsg.) Representation theory of Lie groups, IAS/Park City Mathematics Series 8, American Mathematical Society, 2000, S. 241–290